# Justin Timberlake
Justin Randall Timberlake (n. 31 ianuarie 1981, Memphis, Tennessee, SUA) este un cântăreț american de muzică pop, compozitor, producător muzical, dansator, om de afaceri, filantrop și actor. Născut în Memphis, Tennessee, el a apărut în show-urile televizate Star Search și Clubul lui Mickey Mouse în timpul copilăriei. În anii 90, Timberlake a devenit celebru ca membru fondator al formației 'N Sync, a cărei lansare a fost finanțată de către Lou Pearlman.
Cât timp formația a fost în repaus, Timberlake a lansat albumele muzicale Justified (2002) și FutureSex/LoveSounds; hit-urile „Cry Me a River” și „Rock Your Body” au debutat în topul Billboard 200 și a produs single-urile „SexyBack”, „My Love”, și „What Goes Around... Comes Around” care au ajuns în Billboard Hot 100. Alte trei melodii au ajuns în top 20: „Summer Love”, „LoveStoned/I Think She Knows” și „Until the End of Time”. Până în ianuarie 2008, FutureSex/LoveSounds s-a comercializat în peste 8 milioane de exemplare. Cu fiecare album lansat, Timberlake a fost clasat ca fiind unul dintre cei mai de succes cântăreți ai deceniului. Din 2007 până în 2012, Timberlake s-a axat pe cariera sa de actor, punând cariera muzicală în repaus. El a jucat personajele principale în filmele Rețeaua de socializare, Profă rea, dar buuună, În timp și Prietenie cu folos.
În 2013, Timberlake și-a reluat cariera muzicală cu ajutorul albumelor muzicale The 20/20 Experience și The 20/20 Experience – 2 of 2. Acestea au devenit cele mai vândute albume muzicale ale anului și au scos hit-urile „Suit & Tie” și „Mirrors”, precedate de „Take Back the Night” iar apoi de „Not a Bad Thing”. Munca lui Timberlake i-a adus nouă Premii Grammy și patru Premii Emmy. A fondat casa de discuri Tennman Records și o casă de modă numită William Rast. Este proprietarul a două restaurante: Destino și Southern Hospitality.

## Anii tinereții
Timberlake s-a născut pe 31 ianuarie 1981 în Memphis, Tennessee, acesta fiind fiul lui Randall Timberlake și al lui Lynn Harless (numele de fată fiind Bomar). Bunicul din partea tatălui, Charles L. Timberlake, soțul lui Bobbye Joice, era un ministru baptist. El a crescut în Shelby Forest, o comunitate restrânsă dintre Memphis și Millington. Timberlake are doi frați vitregi din căsătoria lui Randall cu Lisa Perry: Jonatahn (n. în 1993) și Steven Robert (n. în 14 august 1998). O soră vitregă, Laura Chwiesseni, a murit în nordul orașului Memphis, la puțin timp după naștere, Timberlake numind-o „îngerul meu din ceruri” pe albumul *NSYNC. El a fost inspirat să devină precum Janet Jackson, spunând despre aceasta că „Face mai mult decât să-și cânte cântecul", fiind fascinat de „energia și exuberanța” ei. Primele încercari în cariera muzicală au fost în muzica country, acesta participând în emisiunea-concurs Star Search sub numele de „Justin Randall”. În 1993 s-a alăturat Clubului lui Mickey Mouse, unde i-a avut ca și colegi pe viitoarea sa iubită, vedeta pop Britney Spears, viitoarea colegă de turneu, Christina Aguilera, viitorul coleg de formație, JC Chasez. și pe viitorii actori Ryan Gosling și Keri Russell. În 1995 emisiunea a luat sfârșit, iar Timberlake i-a propus lui Chasez să facă parte dintr-o trupă de băieți organizată de managerul Lou Pearlman, ce va deveni ulterior cunoscută sub numele de 'N Sync.

## Carieră

### 1995 – 2004: NSYNC,Justifiedși Super Bowl
Timberlake și JC Chasez, care se cunoșteau din Clubul lui Mickey Mouse, au fost cei doi soliști principali ai formației 'N Sync. Grupul s-a format în anul 1995, băieții începându-și cariera în Europa în 1996. Au avut un succes important odată cu relansarea albumului lor de debut, *NSYNC, pe piața americană. Albumul s-a comercializat în peste 11 milioane de exemplare. Acesta include un număr de single-uri de succes printre care se numără și „Tearin' Up My Heart”. Cel de-al doilea album, No Strings Attached, a fost lansat în martie 2000, devenind cel mai rapid bine vândut album din toate timpurile, deținând un record de 2,4 milioane de copii comercializate în prima săptămână. Acesta a produs single-ul „It's Gonna Be Me”, ce a ajuns pe prima poziție în topul american. În 2001 a urmat cel de-al treilea album, Celebrity. În 2002, după terminarea Turneului Celebrity și lansarea piesei „Girlfriend” ca single, grupul s-a decis să ia o pauză. Timberlake începuse deja să lucreze la primul său album pe cont propriu. În timpul carierei, 'N Sync a fost faimos pe plan internațional, acesta având spectacole la importante evenimente printre care se numără Premiile Academiei, Jocurile Olimpice, și Super Bowl, iar pe parcursul activității trupa a vândut albume muzicale în peste 50 de milioane de exemplare, devenind al treilea grup cu cele mai mari vânzări din istorie.
La sfârșitul anului 1999, Timberlake a debutat în cariera de actor pe data de 12 martie 2000 la lansarea filmului Model Behavior de pe Disney Channel. El a jucat rolul lui Jason Sharpe, un model ce se îndrăgostește de o chelneriță pe care o confundă cu un alt model. Faptul că Justin devenea tot mai celebru în urma declinului popularității trupei 'N Sync a dus la dispariția acesteia. Membrul trupei Lance Bass a criticat acțiunile lui Timberlake în memoriul său din Out of Sync.
În august 2002, după luni de înregistrare al albumului, Timberlake a interpretat la MTV Video Music Awards din 2002 primul său single solo, „Like I Love You”, o piesă produsă de The Neptunes. Cântecul a ajuns până pe locul 11 în Billboard Hot 100. După lansarea discului single, Timberlake a lansat primul său album numit Justified pe 5 noiembrie 2002. Albumul a avut succes, dar nu s-a ridicat la nivelul celui avut cu trupa 'N Sync. A debutat în clasamentul Billboard 200 pe locul 2, înregistrând vânzări de 439,000 de unități în prima săptămână de la lansare. În total s-a vândut în peste 3 milioane de exemplare doar în S.U.A. și peste 7 milioane de copii în întreaga lume. Influența R&B al albumului, o colaborare a producătorilor hip-hop The Neptunes și Timbaland, a fost complimentată de către critici. Albumul a produs single-urile „Cry Me a River” și „Rock Your Body” care au ajuns în top 10. Timberlake a promovat albumul în turneul Justified/Stripped alături de Christina Aguilera, în vara lui 2003. La sfârșitul anului, Timberlake a înregistrat o piesă intitulată „I'm Lovin' It” care a fost folosită de McDonald's ca temă pentru campania cu același nume. Contractul cu această firmă i-a adus lui Timberlake o sumă de 6 milioane de dolari. Timberlake a fost prezent în cântecul lui Nelly, „Work It”, care a fost mai târziu remixat și inclus în albumul acestuia din 2003.
În februarie 2004, în timpul unei pauze a emisiunii Super Bowl XXXVIII, transmisă de postul de televiziune american CBS, Timberlake a cântat într-un duet cu Janet Jackson, audiența evenimentului fiind de peste 140 de milioane de telespectatori. La sfârșitul interpretării, Timberlake a rupt o parte din costumul negru de piele al lui Jackson, din cauza unei „defecțiuni a garderobei”, pentru a fi în acord cu o parte din versurile cântecului. Timberlake a declarat că „își cere scuze dacă a ofensat pe cineva din cauza defecțiunii garderobei din timpul performanței din pauza de la Super Bowl...”. Construcția „defecțiune a garderobei” este folosită de mass-media pentru a se face referire la incidentul care a intrat în cultura pop. Timberlake și Jackson au fost tratați ca și excluși din Premiile Grammy 2004 până când au acceptat să-și ceară scuze în public. Timberlake a participat și și-a cerut scuze la primirea primelor două premii din acea seară (Cel mai bun album pop pentru Justified și Cea mai bună performanță vocală pop pentru „Cry Me a River”). El a fost de asemenea nominalizat pentru Albumul Anului pentru Justified, Cea mai bună piesă a anului pentru „Cry Me a River” și Cea mai bună colaborare/Cel mai bun rap pentru „Where Is the Love?” cu The Black Eyed Peas.

### 2004 – 2007: Debutul în cariera cinematografică șiFutureSex/LoveSounds
După controversa de la Super Bowl, Justin Timberlake s-a axat mai mult pe cariera sa cinematografică. A jucat în câteva filme, primul său rol fiind cel al unui tânăr jurnalist în thriller-ul Edison Force, filmat în 2004. A apărut și în Alpha Dog, Black Snake Moan, Southland Tales și și-a împrumutat vocea personajului Regele Arthur din filmul animat Shrek al treilea, lansat în mai 2007. L-a interpretat pe tânărul Elton John în videoclipul artistului la piesa „This Train Don't Stop There Anymore”. Timberlake a fost invitat să joace rolul lui Roger Davis în versiunea cinematografică a musical-ului rock Rent, însă directorul Chris Columbus a insistat că doar membrii originali Brodway puteau să transmită adevărata semnificație a lui Rent, rolul fiind reluat de Adam Pascal.
A continuat să înregistreze cu alți artiști. După „Where Is the Love?”, a colaborat iar cu The Black Eyed Peas în 2005 la piesa „My Style” de pe albumul lor, Monkey Business. În plus, Timberlake a cântat împreună cu Nelly piesa „Work It”, care a fost remixată și inclusă pe albumul rapperului din 2003. În timp ce înregistra pentru single-ul lansat în 2005, „Signs”, cântat alături de Snoop Dogg, Timberlake a descoperit că are o boala la gât, fiind operat pe 5 mai 2005. A fost sfătuit de medici să nu cânte sau să vorbească prea tare cel puțin câteva luni. În vara anului 2005, Timberlake a înființat propria casă de discuri numită JayTee Records.

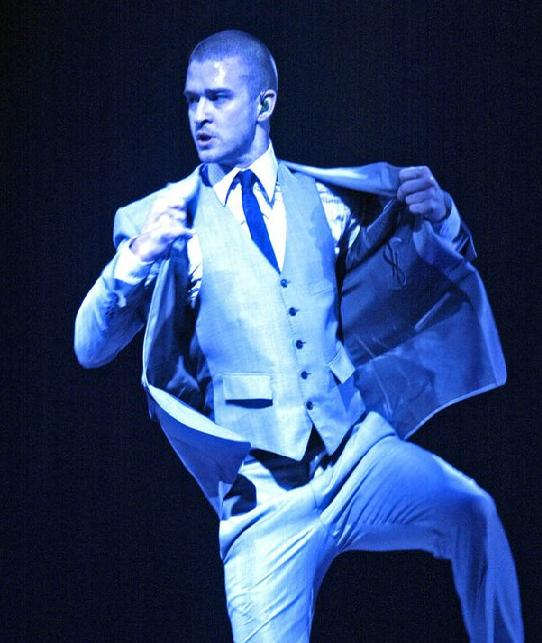
Timberlake la un concert în St. Paul, Minnesota în timpul turneului său FutureSex/LoveShow (2007)

Al doilea album solo al artistului a fost lansat pe data de 12 septembrie 2006. Albumul FutureSex/LoveSounds, compus de Timberlake încă din 2005, a debutat pe prima poziție în topul Billboard 200, înregistrând vânzări de 684,000 de unități doar în prima săptămână. A depășit recordul trupei britanice Coldplay pentru cel mai bine vândut album în prima săptămână pe format digital. Albumul a fost produs de Timbaland, Danja, will.i.am, Rick Rubin și chiar de însuși Timberlake. Conține și câteva colaborări cu Three 6 Mafia, T.I. și will.i.am. Un reprezentant al studioului l-a descris ca fiind numai despre sex.
Primul single de pe album, „SexyBack”, a fost interpretat de Timberlake în deschiderea premiilor MTV Video Music Awards din 2006 și a ajuns pe prima poziție în Billboard Hot 100, unde a staționat timp de 7 săptămâni consecutive. „My Love”, cel de-al doilea single de pe album, de asemenea produs de Timbaland, este cântat împreună cu rapperul T.I. și a ajuns și acesta pe prima poziție în Billboard Hot 100, la fel ca și „What Goes Around... Comes Around”. Cântecul a fost inspirat din despărțirea prietenului său din copilărie și actual partener de afaceri, Trace Ayala și actrița Elisha Cuthbert. În octombrie 2006, Timberlake a spus că se axează mai mult pe cariera muzicală decât pe cea în cinematografie, spunând că ieșirea din cariera muzicală „ar fi o decizie proastă în acest moment". A fost invitat special în 2006 la spectacolul Victoria's Secret, unde a cântat SexyBack. În ianuarie 2007 a început turneul FutureSex/LoveShow. În S.U.A. al patrulea single lansat a fost „Summer Love/Set the Mood Prelude, iar în UK următorul lui single a fost „LoveStoned/I Think She Knows Interlude”. „Give It to Me”, piesa lui Timbaland interpretată împreună cu Justin și Nelly Furtado, a ajuns pe prima poziție în Billboard Hot 100.
În februarie 2008, Timberlake a fost premiat la cea de-a 50-a ediție a Premiilor Grammy cu două distincții: Cea mai bună performanță masculină pentru „What Goes Around...Comes Around” și Înregistrarea dance a anului pentru „LoveStoned/I Think She Knows”.

### 2007 – 2012: Pauză în cariera muzicală și axarea pe cariera în cinematografie
Cântecul „4 Minutes” a fost prima dată cântat de Timbaland la show-ul Jingle Ball din Philadelphia în 17 decembrie 2007. Când a fost lansat oficial pe 17 martie 2008, „4 Minutes” s-a dovedit a fi un duet între Timberlake și Madonna. A fost primul single de pe al 11-lea album al Madonnei, Hard Candy care conține de asemenea alte patru piese în colaborare cu Timberlake. Single-ul a fost un hit internațional, atingând locul întâi în peste 21 de țări. Timberlake apare în videoclipul piesei care a fost regizat de Jonas & François. Pe data de 30 martie 2008, Timberlake a interpretat piesa în show-ul Madonnei intitulat Hard Candy Promo Show la Roseland Ballroom în New York City. În 6 noiembrie 2008, Timberlake a interpretat cântecul cu Madonna în Los Angeles în timpul turneului Sticky & Sweet Tour.
În iunie 2007, Timberlake a scris și produs piesele „Nite Runner” și „Falling Down” din albumul lui Duran Duran, Red Carpet Massacre, lansat pe 13 noiembrie 2007. „Falling Down” a fost lansat ca și single în UK cu o zi în urmă. De asemenea, Timberlake și-a făcut apariția în al treilea album al lui 50 Cent, Curtis. Timberlake împreună cu Timbaland apare în single-ul „Ayo Technology”, al patrulea în albumul artistului. Apare o altă posibilă colaborare cu Lil Wayne pentru albumul Tha Carter III cu Nelly Furtado și Timbaland. După ce a contramandat câteva spectacole din turneul de promovare al albumului FutureSex/LoveSounds din Australia și Orientul mijlociu, Timberlake și-a reluat cariera în cinematografie. Proiectele sale pentru anul 2008 includ roluri in comedia lui Mike Myers, The Love Guru (lansată pe 20 iunie 2008) și în drama The Open Road (lansată pe 28 august 2009). În martie 2008 s-a anunțat că el va fi producătorul executiv al adaptării americane la comedia peruviană, My Problem With Women, ce va fi filmată pentru canalul american de televiziune NBC. Pe 20 noiembrie 2008 TV Guide a anunțat că noul single al lui Timberlake, „Follow My Lead”, va fi disponibil pentru a fi descărcat exclusiv pe MySpace. Cântecul este interpretat în colaborare cu Esmee Denters, iar toate încasările vor fi donate instituției Shriners Hospitals for Children, spital de voluntariat ce urmărește îmbunătățirea îngrijirii pediatrice pentru copii bolnavi.

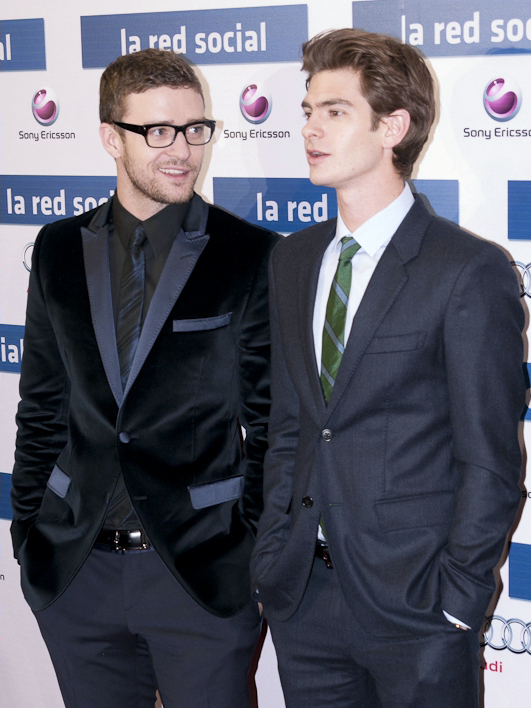
Timberlake (stânga) cu Andrew Garfield(dreapta) la un eveniment pentru „The Social Network” în Madrid, octombrie 2010

În 2008, Timberlake a colaborat cu T.I. pentru piesa „Dead and Gone”, lansată ca al patrulea single de pe albumul rapperului, Paper Trail. Interpretul a produs câteva cântece de pe Fantasy Ride, materialul discografic al Ciarei ce a fost lansat pe 5 mai 2009. Cei doi au lucrat împreună pentru „Love Sex Magic”, videoclipul fiind filmat pe 20 februarie 2009. Single-ul a devenit un hit în întreaga lume, ajungând repede în top 10 în țări precum Taiwan, India și Turcia. Single-ul a fost nominalizat pentru Cea mai bună colaborare Pop la ediția a 52-a a Premiilor Grammy. Timberlake împreună cu echipa de producție The Y's și Mike Elizondo a produs și scris piesa „Don't Let Me Down” pentru al doilea album al Leonei Lewis, Echo, lansat în SUA pe 17 noiembrie 2009. Timberlake a scris și apărut de asemenea în „Carry Out”, al treilea single din albumul lui Timbaland, Shock Value II, lansat pe 1 decembrie 2009.
Timberlake a fost desemnat cel mai sexy bărbat de Teen People și Cosmopolitan. Pe 17 februarie 2009, Timberlake a primit titlul de „Cel mai bine îmbrăcat bărbat din America” din partea revistei GQ. În 2011, el a fost pe locul al 46-lea în topul „49 cei mai influenți bărbați” realizat de AskMen. Din anul 2010, Timberlake a început să își îmbunătățească cariera în cinematografie. El a jucat rolul lui Sean Parker, fondatorul Napster, în renumitul film The Social Network (2010). A apărut de asemenea la gala premiilor MTV VMA pe 12 septembrie 2010. În 2011, el a jucat împreună cu Cameron Diaz în Bad Teacher, iar apoi în Friends with Benefits cu Mila Kunis. A jucat și rolul lui Will Salas, protagonistul din In Time, un film SF de Andrew Niccol. Timberlake a apărut în videoclipul Motherlover din al doilea album al trupei The Lonely Island, Turtleneck & Chain, de asemenea regizând videoclipul piesei „Hoodies On, Hats Low” de la FreeSol în august 2011. În iulie 2011, Kelsey De Santis a încărcat un videoclip pe YouTube întrebându-l pe Timberlake dacă vrea să fie partenerul ei într-un eveniment al Armatei Marine din SUA, cei doi fiind prezenți la acest eveniment pe 13 noiembrie 2011 în Richmond, Virginia.

### 2013 – prezent:The 20/20 Experienceși2 of 2
Timberlake a început să lucreze la al treilea album din cariera sa, The 20/20 Experience în iunie 2012, „fără a avea un scop anume”. El și-a anunțat întoarcerea în industria muzicală în ianuarie 2013, lansând primul single „Suit & Tie” feat. Jay-Z o lună mai târziu, care va ajunge ulterior pe locul 3 în Billboard Hot 100. După patru ani lipsiți de concerte, Timberlake a apărut cu o seară înaintea Super Bowl 2013, interpretând în timpul emisiunii DirecTV Super Saturday Night, pe 2 februarie 2013 în New Orleans. Pe 10 februarie 2013, el a interpretat „Suit & Tie” la a 55-a gală a Premiilor Grammy. Pe 11 februarie 2013, „Mirrors” a fost lansat ca al doilea single din The 20/20 Experience. Cântecul avea să ajungă ulterior pe locul al doilea în Billboard Hot 100. The 20/20 Experience a fost lansat pe data de 19 martie 2013 prin intermediul RCA Records, Timberlake renunțând la Jive Records. Albumul a debutat pe locul întâi în topuri și s-a vândut în peste 980,000 de copii. Timberlake a apărut de asemenea în al doisprezecelea album al lui Jay-Z, Magna Carta... Holy Grail în trei cântece printre care: „Holy Grail”, „BBC” (cu Nas, Swizz Beatz, Timbaland, Pharrell Williams și Beyoncé Knowles) și „Heaven”. În 25 august 2013, Timberlake primește premiul MTV Video Vanguard la ediția din 2013 a MTV VMA.
Al patrulea album al lui Timberlake, The 20/20 Experience – 2 of 2, a fost lansat pe 30 septembrie 2013 și a debutat pe locul întâi în Billboard 200. Primul single al albumului, „Take Back the Night”, a fost lansat pe 12 iulie 2013. Următorul single al albumului a fost „TKO”. Timberlake a primit mulțumirile lui Beyoncé pentru albumul cu același nume. Pe 25 februarie 2014, „Not a Bad Thing” a fost lansat ca al treilea single de pe The 20/20 Experience - 2 of 2. În 2014, Timberlake a apărut în single-ul „Love Never Felt So Good” de pe albumul post-mortem Xscape al lui Michael Jackson care a fost regizat de Timbaland, Jerome „J-Roc” Harmon și însăși Timberlake. În 14 mai 2014 videoclipul piesei în care apăr clipuri cu Jackson, Timberlake și câțiva fani al lui Michael este lansat, fiind regizat de Timberlake și Rich Lee.

## Viața personală
La începutul anului 1999, Timberlake a început să aibă o relație cu fosta lui colegă din Clubul lui Mickey Mouse, vedeta pop Britney Spears. Relația celor doi s-a terminat abrupt în martie 2002, iar acest lucru și-a lăsat amprenta pe versurile melodiei „Cry Me a River”. În aprilie 2003, a început o relație cu actrița Cameron Diaz în scurt timp după întâlnirea lor de la Premiile Nickelodeon Kids' Choice. După multe speculații despre numeroasele despărțiri în timpul relației, cuplul s-a despărțit în decembrie 2006 atunci când ea l-a prezentat ca invitat la emisiunea Saturday Night Live. În ianuarie 2007, ei au negat acuzațiile de o presupusă afacere între Timberlake și Scarlett Johansson care a fost prezentă în videoclipul piesei „What Goes Around... Comes Around”.
În ianuarie 2007, Timberlake a început o relație cu actrița Jessica Biel cu care a fost surprins de mai multe ori de către fotografi. Ei s-au logodit în munții din Montana în decembrie 2011. Cei doi s-au căsătorit pe 19 octombrie 2012 în stațiunea Borgo Egnazia în Fasano, Italia.
Timberlake a declarat că are tulburări obsesiv-compulsive (OCD) combinat cu Sindromul hiperkinetic cu deficit de atenție (ADHD).

## Măiestrie
Timberlake are o voce de tenor. În timpul producției albumului FutureSex/LoveSounds, Timberlake a fost interesat în muzica rock. Această inspirație a fost folosită în abordarea sa de a înregistra cântecele. Timberlake a declarat că a vrut să interpreteze cântecul ca și un cântăreț rock and roll, nu ca și unul R&B. De la influențele muzicale caracteristice, el a spus că dacă Justified a fost „caracterizat” ca fiind stilul lui Michael Jackson și Stevie Wonder, FutureSex/LoveSounds are mai multe influențe din sfera artiștilor precum David Bowie și Prince. Alte influențe sunt: Michael Hutchence, Arcade Fire, David Byrne, The Killers, The Strokes și Radiohead.
Spre deosebire de albumul său care era menit să fie în sfera genului R&B și pop, FutureSex/LoveSounds este mai puțin concentrat pe o singură linie melodică, reprezentând un orizont mai mare în genuri. Timberlake a spus că a vrut să aibă un orizont mai mare în ceea ce privește stilurile muzicale. Ca și un album complex, FutureSex/LoveSounds este o fuziune între rap, rock, funk, soul, gospel, new wave, opera și world music. Entertainment Weekly a spus că muzica albumului este o diferență uriașă dintre 'N Sync cât și Justified. Timberlake a recunoscut că este singura piesă din noul album care are astfel de similitudine.

## Alte asociații

### Munca în televiziune

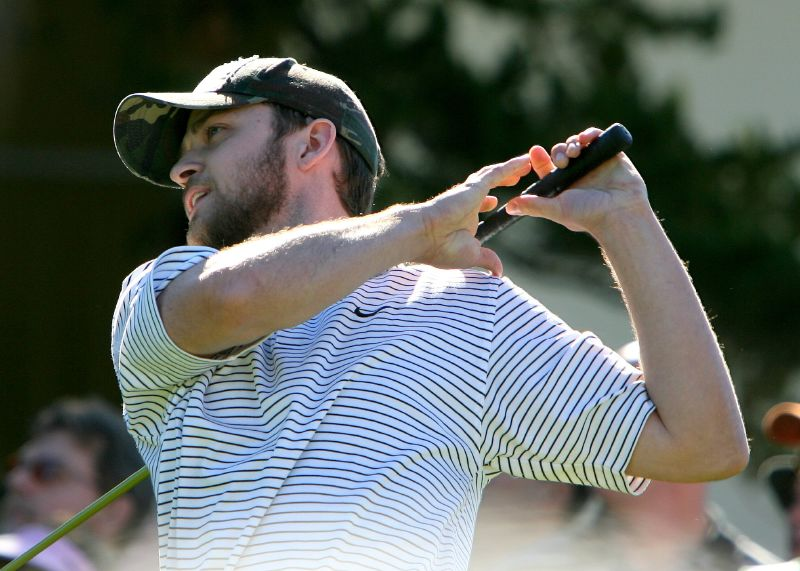
Timberlake jucând golf în 2006

La sfârșitul anului 2002, Tiimberlake a fost prima celebritate care a apărut în Punk'd, un show tip „cameră-ascunsă” realizat de Ashton Kutcher pentru a păcăli celebritățile. Timberlake, care a plâns în timpul episodului, a recunoscut mai târziu că era sub influența marijuanei când a fost păcălit. Trei episoade mai târziu, el a ales ca Kelly Osbourne să fie păcălit, făcându-l prima celebritate care apare de două ori în show. Timberlake a prezentat multe eveniment muzicale cum ar fi MTV Europe Music Awards în 2006. Pe 16 decembrie 2006, Timberlake a prezentat emisiunea Saturday Night Live, fiind în același timp prezentator și invitat pentru a doua oară. În timpul apariției, el și Andy Samberg au interpretat piesa R&B „Dick in a Box” care a devenit în curând un hit neoficial al lui Timberlake pentru multe posturi de radio, mai târziu fiind unul dintre cele mai vizionate videoclipuri de pe YouTube. Cântecul a fost prezentat în albumul celor de la The Lonely Island, Incredibad. Al cincelea lui episod SNL, prezent ca și co-prezentator și invitat muzical, a fost cel mai urmărit episod din 7 ianuarie 2012 cu Charles Barkley ca și prezentator și Kelly Clarkson ca invitat muzical. Timberlake este producătorul executiv al emisiunii MTV The Phone, care a avut premiera pe 21 aprilie 2009. Timberlake a apărut la premiera lui Jimmy Fallon ca prezentator în emisiunea Late Night With Jimmy Fallon pe 2 martie 2009, ca și al cincelea episod al emisiunii pe 21 februarie 2014.

### Afaceri
Timberlake a deținut 3 restaurante din Statele Unite: „Chi”, deschis în West Hollywood, California în 2003, „Destino” și „Southern Hospitalty” în New York deschis în 2006, respectiv 2007. în 2005, Timberlake a lansat casa de modă William Rast cu prietenul lui din copilărie Juan („Trace”) Ayala. Linia de modă din 2007 a conținut jachete, pulovere din cașmir, blugi și tricouri polo. În 2007 Timberlake, fiind un jucător pasionat de golf, a cumpărat terenul în care se afla Big Creek Golf Course din Millington, Tennessee, și l-a restaurat cu fonduri de peste 16 milioane de dolari. A fost redeschis pe 25 iulie 2009, dar s-a închis din nou pe 15 ianuarie 2010 pentru unele schimbări și îmbunătățiri care au durat șase luni. În octombrie 2011, Timberlake a câștigat premiul viitorului la premiile Environmental Media Awards pentru terenul lui de golf care ocrotește natura. Timberlake și soția lui Jessica Biel sunt propietarii minoritari al Memphis Grizzlies.
Timberlake aprovizionează numeroase produse comerciale, IMG fiind manager-ul lui în aceste afaceri din aprilie 2008. Printre produsele și firmele cormerciale se numără și Sony, Play, Audi A1, Gallaway Golf Company, iar în 2011 MySpace. În 2012, el a prezentat întâlnirea acționarilor de la Walmart, spunând că este un cumpărător fidel.

### Caritate
Timberlake a fost activ în numeroase activități caritabile, inițial prin acțiunile 'N Sync Challenge for the Children, în 2011 și-a creat propia lui fundație, „Justin Timberlake Foundation”, care a finanțat inițial programe de muzică în școli, în prezent având mult mai multe misiuni. În octombrie 2005, Asociația Grammy l-a remarcat pe Timberlake cu un premiu pentru eforturile umanitare din Tennessee împreună cu directorul Craig Brewer.
În noiembrie 2007, el a donat 100,000 de dolari australieni asociației Wildlife Warriors în timpul turneului său australian. Pe 23 martie 2008 el a donat $100,000 fundației Memphis Rock N' Soul Museum și alți $100,000 fundației Memphis Music Foundation.
Pe 12 noiembrie 2007, PGA Tour a anunțat că Timberlake, un jucător fidel al golfului, va fi prezentatorul turneului din Las Vegas în 2008. Timberlake a acceptat să fie prezentator, iar numele turneului s-a schimbat în Justin Timberlake Shriners Hospitals for Children Open. El a jucat alături de celebrități cu o zi înainte de începerea acestuia, mai apoi ținând un concert de caritate în timpul turneului. Datorita succesului, acest lucru s-a întâmplat și în 2009. O știre spune că acest concert a adunat peste 9 milioane de dolari pentru Shriners Hospitals for Children, contribuția acestuia fiind cea mai importantă din anul 2009 în Statele Unite.

## Videografie
Articol principal: Videografia lui Justin Timberlake

## Discografie
Articol principal: Discografia lui Justin Timberlake
Albume muzicale
- Justified (2002)
- FutureSex/LoveSounds (2006)
- The 20/20 Experience (2013)
- The 20/20 Experience – 2 of 2 (2013)
- Man of the Woods (2018)
- Everything I Thought It Was (2024)

## Turnee
Turnee importante
- Justified World Tour (2003–04)
- FutureSex/LoveShow (2007)
- The 20/20 Experience World Tour (2013–14)

Turnee scurte
- Justified/Stripped Tour (2003)
- Legends of the Summer Stadium Tour (2013)

## Premii și nominalizări
Articol principal: Lista premiilor și a nominalizărilor primite de Justin Timberlake